# Brachylepis elephas
Brachylepis elephas is een keversoort uit de familie bladsprietkevers (Scarabaeidae). De wetenschappelijke naam van de soort is voor het eerst geldig gepubliceerd in 1867 door Gerstaecker.